# Пьюкинъёган
Пьюкинъёган (устар. Пьюкин-Еган) — река в России, протекает по Нижневартовскому району Ханты-Мансийского АО Устье реки находится в 26 км по левому берегу реки Комсесъёган. Длина реки составляет 31 км.

## Данные водного реестра
По данным государственного водного реестра России относится к Верхнеобскому бассейновому округу, водохозяйственный участок реки — Вах, речной подбассейн реки — бассейн притоков (Верхней) Оби от Васюгана до Ваха. Речной бассейн реки — (Верхняя) Обь до впадения Иртыша.
Код объекта в государственном водном реестре — 13011000112115200037609.

### Притоки (км от устья)
- 11 км: река Пёхгыкипеликигол (лв)
- 18 км: река Оккынигол (пр)